# 「瓢」の付く日本列島の古墳一覧
「瓢」の付く日本列島の古墳一覧（ひょうのつくにほんれっとうのこふんいちらん）とする本項では、名称に「瓢」（ひょう/ひさご）が付く日本列島の古墳時代の古墳および古墳群について一覧化する。

## 概要
日本列島には「瓢箪塚」（ひょうたんづか/ひさごづか）や「瓢箪山」（ひょうたんやま/ひさごやま）を冠する古墳が数多く存在し、これ以外にも「瓢塚（ひょうづか/ひさごづか）」や「ひさご塚」・「ひさご山」など、「瓢」以下が異なるものや「瓢」を平仮名で書くものなど、様々なバリエーションが存在する。この名称は、前方後円墳または前方後方墳を側面から見た形状が瓢箪（ひさご/ひょうたん）に見立てられたことに由来するとされる。

## 瓢箪山古墳
- 駒岡瓢箪山古墳（こまおかひょうたんやまこふん） - 神奈川県横浜市鶴見区。駒岡古墳群の1基。
- 瓢箪山古墳（函南町）（ひょうたんやまこふん）- 静岡県田方郡函南町。
- 守山瓢箪山古墳（もりやまひょうたんやまこふん）- 愛知県名古屋市守山区。
- 安土瓢箪山古墳（あづちひょうたんやまこふん）- 滋賀県近江八幡市。
- 瓢箪山古墳（東大阪市）（ひょうたんやまこふん）- 大阪府東大阪市。山畑古墳群の1基。
- 佐紀瓢箪山古墳（さきひょうたんやまこふん）- 奈良県奈良市。佐紀盾列古墳群の1基。

## 瓢箪塚古墳
- 瓢箪塚古墳 (真岡市)（ひょうたんづかこふん）- 栃木県真岡市。
- 小森瓢箪塚古墳（こもりひょうたんづかこふん）-千葉県白井市[1]。
- 山崎ひょうたん塚古墳（やまのさきひょうたんづかこふん）-千葉県佐倉市。
- 瓢箪塚古墳 (海老名市)（ひさごづかこふん） - 神奈川県海老名市。上浜田古墳群の1基。
- ひょうたん塚-山梨県甲府市。小平沢古墳（こびらさわこふん）の別名。
- 瓢箪塚古墳 (静岡市)（ひょうたんづかこふん） - 静岡県静岡市清水区。西ノ原古墳群の1基。

## その他
- 瓢塚古墳 (掛川市) - 静岡県掛川市。
- 白水瓢塚古墳 - 兵庫県神戸市。
- 丁瓢塚古墳（よろひさごづかこふん）- 兵庫県姫路市。丁古墳群の1基。
- 瓢山古墳（ひさごやまこふん）- 広島県庄原市。
- ひさご塚古墳 (観音寺市)- 香川県観音寺市。
- 瓢塚古墳 (唐津市)- 佐賀県唐津市。
- ひさご塚古墳- 長崎県東彼杵郡東彼杵町。